# Epirrhoe approximata
Epirrhoe approximata là một loài bướm đêm trong họ Geometridae.